# Puig des Moro

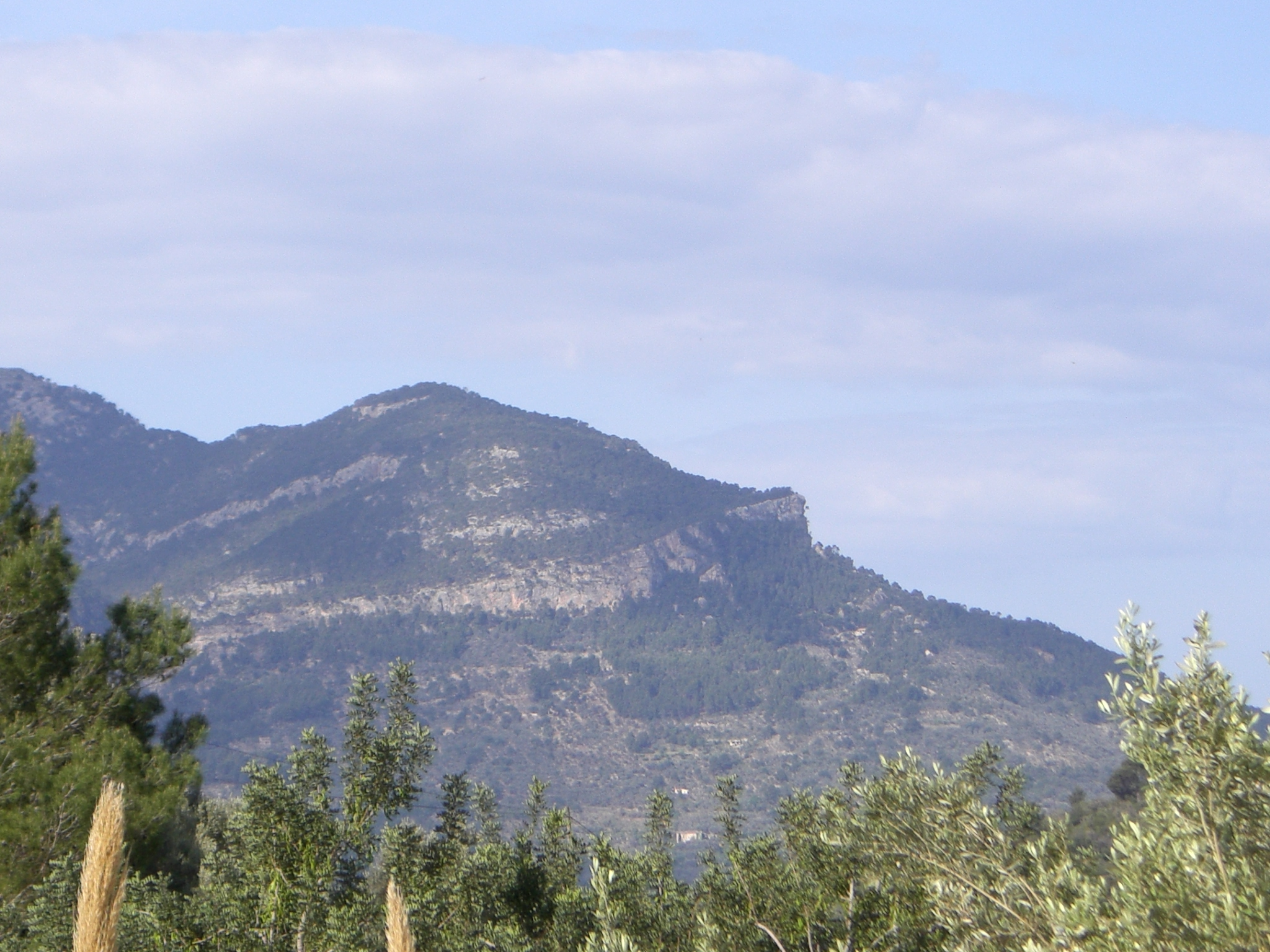
El Puig des Moro visto desde Fornaluch.

El puig des Moro es una montaña de Mallorca, en España, de forma ovalada en su parte superior, ubicada en Sóller, con una altitud de 675 metros.
Junto al Pujol d'en Banya, pertenece a una bifurcación del macizo del Puig des Teix.
Está muy influido por el mar, dada su proximidad a los acantilados que separan Cala Deyá y el Puerto de Sóller.
En agosto de 2003 sufrió un pequeño incendio nocturno que fue controlado a las pocas horas después de calcinar 5 hectáreas.
Desde Sóller, hay un camino de carro que asciende hacia esta montaña, el llamado Camí dels 5 ponts, que pasa por un puente de ferrocarril con cinco arcos, conocido como Els cinc ponts, a 125 metros de altitud. El camino sigue hacia la cima del Puig des Moro, aunque a partir de la cota 300 es exclusivamente un camino para excursionistas.
- Datos: Q9064660
- Multimedia: Puig del Moro / Q9064660